# ویلسون احمدی
ویلسون احمدی (انگلیسی: Vilson Ahmeti؛ زادهٔ ۵ سپتامبر ۱۹۵۱) سیاست‌مدار اهل آلبانی است. وی از ۱۰ دسامبر ۱۹۹۱ تا ۱۳ آوریل ۱۹۹۲ نخست‌وزیر آلبانی بود. He had previously served as a minister in the Socialist government.